# Ясковичский сельсовет
Ясковичский сельсовет — упразднённая административная единица на территории Солигорского района Минской области Республики Беларусь.
30 октября 2009 года все населённые пункты упразднённого Ясковичского сельсовета были переданы в Долговичский сельсовет.

## Состав
Ясковичский сельсовет включал 3 населённых пункта:
- Великий Лес — деревня.
- Морочь — деревня.
- Ясковичи — деревня.

## Археология
Около деревни Ясковичи найдены остатки позднезарубинецкого жилищного комплекса. Постройка III века с двумя очагами и местом складирования и первичной обработки болотной железной руды. Были обнаружены детали костюма и украшений конца II — IV веков нашей эры с выемчатыми эмалями, серебряная монета римского императора Коммода (161 — 192 года). Селище в Ясковичах могло погибнуть между 400 и 460 годами. Форма, орнаментация, способы обработки глиняной посуды и характерные пряслица позволяют отнести памятник к киевской культурно-исторической общности. Также в Ясковичах найдены фрагменты глиняных горшков наиболее раннего этапа пражской культуры. Окончание поясного ремня, топоровидная подвеска, пинцет, рамка от пряжки и фрагмент арбалетовидной фибулы свидетельствует о контактах с вельбарской и черняховской культурами.